# サイラス・テイト
サイラス・テイト（Cyrus Tate、1985年9月23日 - ）は、アメリカ合衆国イリノイ州シカゴ出身のプロバスケットボール選手である。ポジションはパワーフォワード・センター。

## 人物
アイオワ大学在学中、NCAAディビジョン1で活躍。
卒業後の2009年に来日。レラカムイ北海道に加入。同年のオールスターゲームにも出場した。
2010年退団。NBADLのベーカーズフィールド・ジャムに所属。
2011年1月、大分ヒートデビルズへ移籍。3月、東日本大震災発生後に退団。
その後、ターキッシュ・バスケットボール・リーグのFinal Genclik、メキシコのティフアン・ゾンキーズでプレーした。
2012年7月、大分に再加入したが、12月に退団した。
イスラエルのアイロニネスジオナ、浜松・東三河フェニックスを経て、2014年12月、ライジング福岡に加入したがシーズン終了後退団。
2015年金沢武士団の入団に際してのメディカルチェックにて右半月板の損傷が見つかり、最終契約に至らなかった。